# Lynn Arthur Steen
Lynn Arthur Steen (* 1. Januar 1941 in Chicago, Illinois; † 21. Juni 2015 in Minneapolis, Minnesota) war ein US-amerikanischer Mathematiker und Mathematikpädagoge.

## Leben
Steen wuchs in Staten Island auf und studierte am Luther College (Bachelor 1961) und am Massachusetts Institute of Technology (MIT), wo er 1965 bei Kenneth Hoffman promoviert wurde (Uniform approximation by rational functions). Danach war er Assistant Professor und ab 1975 Professor am St. Olaf College. 1971/72 war er Gastwissenschaftler am Mittag-Leffler-Institut.
1980/81 war er Vizepräsident und 1985/86 der Präsident der Mathematical Association of America (MAA), 1992 erhielt er deren Distinguished Service Award. Er war Fellow der American Association for the Advancement of Science. Von 1970 bis 1992 war Steen Mitherausgeber des American Mathematical Monthly und 1976 bis 1980 Herausgeber des Mathematics Magazine. Er war Mitglied und 1992 bis 1995 Vorsitzender des Mathematical Sciences Education Board des National Research Council.
Er ist durch verschiedene populärwissenschaftliche Bücher über Mathematik und Bücher zur Mathematikpädagogik bekannt – insbesondere für Plädoyers, elementare Rechenfähigkeiten im Schulunterricht zu fördern (Quantitative Literacy). Er schrieb auch ein Buch mit Arthur Seebach über Gegenbeispiele in der Topologie und verfasste Mathematikartikel für Science News und Encyclopedia Britannica.
1973 und 1974 erhielt er den Lester Randolph Ford Award. Er war Ehrendoktor des Luther College, der Wittenberg University (1991) und des Concordia College in Minnesota. Er war Fellow der American Mathematical Society.
Steen war seit 1963 verheiratet und hatte zwei Töchter.

## Schriften
- mit J. Arthur Seebach Jr. Counterexamples in Topology, Holt, Rinehart and Winston 1970, 2. Auflage, Springer Verlag 1978, Reprint Dover 1995
- Herausgeber: Mathematics Today- twelve informal essays, Springer Verlag 1978, Vintage Books 1980
- Herausgeber Mathematics Tomorrow, Springer Verlag 1981
- Achieving quantitative literacy: an urgent challenge for higher education, MAA 2004
- Herausgeber: Mathematics and democracy: the case for quantitative literacy, National Council on Education and the Disciplines (NECD), Princeton 2001
- Why numbers count: quantitative literacy for tomorrow’s America, College Entrance Examination Board, New York 1997
- Herausgeber On the shoulders of giants: new approaches to numeracy, Mathematical Sciences Education Board, Washington D. C., National Academy Press 1990 (darin von ihm: Pattern)
- Herausgeber Calculus for a New Century: A Pump, not a Filter, Washington D. C., MAA 1988
- Herausgeber For all practical purposes: introduction to contemporary mathematics, W. H. Freeman 1991
- Herausgeber: Math and bio 2010: linking undergraduate disciplines, MAA 2005
- Everybody counts: Report to the Nation on the Future of Mathematics Education, National Academy Press 1989
- The science of patterns, Science, Band 240, 1988, S. 611–616
- From counting votes to making votes count: the mathematics of elections, Scientific American, Oktober 1980
- New Models of the real number line, Scientific American, Band 224, 1971